# Lights Out (Royal Blood)
Lights Out is een nummer van het Britse alternatieve rockduo Royal Blood uit 2017. Het is de eerste single van hun tweede studioalbum How Did We Get So Dark?.
Voor "Lights Out" haalde Royal Blood inspiratie uit de muziek van Daft Punk, en probeerde dat te combineren met rockmuziek. "Wat zou Daft Punk doen als zij een rockmelodie zouden schrijven?", vroeg zanger Mike Kerr zich af. Het nummer flopte in het Verenigd Koninkrijk met een 96e positie. In Nederland bereikte het nummer geen hitlijsten, maar in Vlaanderen werd het wel een klein succesje met een 6e positie in de Tipparade.